# Eva Maria Mudrich
Eva Maria Mudrich, geborene Ehrhard (* 13. Juni 1927 in Berlin; † 6. Dezember 2006 in Saarbrücken), Pseudonym Maren Offenburg, war eine deutsche Schriftstellerin.

## Leben und Werk
Eva Maria Mudrich arbeitete nach Kriegsende anfangs bei einer Berliner Tageszeitung, dann freiberuflich für verschiedene Rundfunkanstalten in den Bereichen Schul-, Jugend-, Kinder- und Frauenfunk. 1959 übersiedelte sie nach Saarbrücken, als ihr Mann Heinz Mudrich (1925–2016) für 30 Jahre Feuilleton-Chef der Saarbrücker Zeitung wurde. Der Jazzpianist Christoph Mudrich war ihr Sohn.
Unter dem Pseudonym Maren Offenburg schrieb sie in den 1950er-Jahren für den Boje Verlag eine Reihe damals populärer Jungmädchen-Bücher wie „Eine Mücke im Eden“, „Du bis nicht allein“ und „Susanne über den Wolken“.
Anfang der 1970er- bis Anfang der 1990er-Jahre wandte sie sich dem Hörspiel zu. Von ihrem Erstlingswerk „Das Experiment“ gibt es vier Produktionen. 1972 veranstaltete der Westdeutsche Rundfunk ein Preisausschreiben für Science-Fiction-Hörspiele zur Förderung deutscher Nachwuchsautoren. Eva Maria Mudrich gewann mit „Das Glück von Ferida“ (Erstsendung 21. Mai 1973) einen der vier ersten Preise. Es folgten zahlreiche Hörspiele aus den Bereichen Science Fiction (überwiegend beim SDR Heidelberg unter Horst Krautkrämer) und Krimi (überwiegend WDR) sowie über 100 Kurzhörspiele (überwiegend DW; hier oft auch Kurzfassungen früherer Produktionen). Für ihr Werk „Sommernachtstraum“ wurde sie 1993 mit dem Kurd-Laßwitz-Preis ausgezeichnet.
Eva Maria Mudrich wurde durch ihre kultur- und gesellschaftspolitischen Themen mit metaphysisch-idealistischen Bezügen eine der Wegbereiterinnen für das anspruchsvolle deutsche Science-Fiction-Hörspiel. Insofern steht sie in einer Reihe mit Wolfgang Jeschke, Herbert W. Franke, Hermann Ebeling oder Richard Hey; sie selbst schätzte das Werk von Günter Eich.

## Werkverzeichnis

### Science-Fiction-Hörspiele
23 Werke in 38 Produktionen:
1. Das Experiment (Produktion: NDR 1970/Regie: Gerlach Fiedler/Länge: 57 Min./nicht gesendet; NDR & SFB 1971/Fritz Schröder-Jahn/52 Min./Ursendung: 7. Juli 1971; DW 1972/Tibor von Peterdy/35 Min./21. Juni 1972; DRS 1972/Joseph Scheidegger/50 Min./7. Okt. 1972)
Thema Telepathie/Sterben: Zwei ältere Herren entdecken ihre telepathischen Fähigkeiten und beschließen, dass der früher Versterbende seine Eindrücke vom Sterbeprozess dem anderen telepathisch mitteilen soll. Der verstörte Überlebende berichtet vor dem eigenen Tod seinem Arzt davon. Dieser wiederum nimmt in einem Hotel eine Substanz zu sich, die offenbar seinen Sterbeprozess einleitet, worüber er eine Notiz anfertigt. Die Notiz gelangt an die Hotelbesitzerin, die daraufhin untertaucht. Der anonyme Bericht ihres Anwalts wird zum Ausgangspunkt des Hörspiels.
→ Druckausgabe in: Science Fiction bei Thienemann, Band 1 (1975; 10 S.); Bezüge: Leonid Wassiljew: Experimentelle Untersuchungen zur Mentalsuggestion (1962, dt. 1965)
2. Das Glück von Ferida (SDR & WDR 1973/Andreas Weber-Schäfer/56 Min./21. Mai 1973; DRS 1973/Willy Buser/56 Min./1. Dez. 1973)[1]
Aggression: Ein Mann deckt ein Experiment auf, bei dem die Bewohner einer Stadt von aggressionsfördernden Eigenschaften wie Neid, Misstrauen, Habgier und Machthunger befreit wurden. Konsequenz: die Menschen werden lethargisch und verlieren ihre Kulturleistungen, leben aber gleichwohl zufrieden.
→ Druckausgabe: Science Fiction bei Thienemann, Band 3 (1976)
3. Abschied von Jeanette Claude (SDR 1974/56 Min./22. Apr. 1974)
Sprache: In einer rational und kollektivistisch verfassten Gesellschaft („Gemeinschaft denkender Wesen“) scheitert ein Experiment zur Gedankenverschmelzung („gemeinsames Denken, vollkommene geistige Partnerschaft“), weil die Gedankenwelten verschiedener Individuen trotz gemeinsamer sprachlicher Zeichen zu unterschiedlich sind.
4. Wo blieb der 631. Tag? (SDR 1975/50 Min./6. Okt. 1975; DW 1976/35 Min./9. Aug. 1976)
Zivilisation/Ökologie (Satire): Die Regierung eines hoch technisierten, aber ökologisch belasteten Landes begibt sich nach einer Invasion in den dafür vorgesehenen Bunker. Während ein Radiosprecher die angeblich verschüttete Regierung unterhaltsam ablenkt, wird der Bevölkerung von den Invasoren die Rückkehr zu einer natürlichen Lebensweise ermöglicht.
5. Das Haus am Meer (SDR 1976/52 Min./29. Nov. 1976; ORF 1981/Ferry Bauer/59 Min./28. Apr. 1981; Einer kehrt zurück, DW 1989/27 Min./9. Nov. 1989)
Traumwelten: Ein Mann hat einen Konkurrenten ermordet und ist mittels einer Maschine in seine persönliche Traumwelt übergetreten. Dort durchlebt er unzählige Variationen seines bisherigen Lebens, einschließlich jeweils des Mordes und des Übertritts in eine weitere Dimension, bis er nach 10 Jahren zurückkehrt.
6. Röschen und die Vorahnung (BR 1977/Otto Düben/57 Min./10. Jul. 1977; Röschen und der PSI-Effekt, DW 1977/34 Min./30. Jan. 1978)
Präkognition: Ein zehnjähriges Mädchen „geht vor“ und sagt den Tod einer Großtante voraus.
7. Das Vermächtnis der Moorvögel (SDR 1977/53 Min./3. Okt. 1977)
Unsterblichkeit/Ökologie: Die Entscheidung über den Einsatz einer Unsterblichkeitsdroge war aufgeschoben worden. Wegen Artensterbens steht die Substanz nun nicht mehr zur Verfügung.
8. Feuerwerk von morgen (DW 1977/29 Min./Okt. 1977; SDR 1978/49 Min./30. Okt. 1978)
Technisierung (Satire): Bei einem Feuerwerk werden zahlreiche Bürger einer Stadt von kleinen Apparaten infiltriert, die ihr Verhalten beeinflussen (Wunsch nach Steak mit Erdbeermarmelade oder Sonnenbaden ohne Sonne). Wie sich herausstellt, handelt es sich um eine Aktion von Schülern, die am Wettbewerb Jugend forscht teilnehmen möchten.
9. Der Computer-Computer (BR 1978/Heiner Schmidt/8 Min./10. Jan. 1979)
Datenvernetzung (Satire): Ein Computer verhört eine Frau unter dem Vorwurf mangelnder Datenkonsistenz – zwar nur im Traum, der aber, wie sich zeigt, auf realer Grundlage beruht.
10. Vielleicht kommen Sie mal wieder vorbei? (SDR 1979/10 Min./22. Jan. 1979)
Sprache (Satire): Ein Astronaut trifft auf eine Zwillingserde mit Vokalverschiebung in der Sprache der Bewohner; Erdling und Irdling verschweigen ihr Zusammentreffen wegen zu erwartender bürokratischer Verwicklungen.
11. Die kalte Welt des Gabriel (SDR 1979/55 Min./11. Juni 1979)
Totalitarismus/Sprache: Bei einer Gruppe internierter Dissidenten wird die normale Sprachfähigkeit ersetzt durch eine reduzierte Sprache, basierend auf Hass und Angst.
12. Das Anschauungs-Subjekt (SDR 1980/52 Min./12. Mai 1980)
Totalitarismus: In einer Welt programmierter Menschen gewinnt eine Schriftstellerin ihre ursprüngliche Individualität zurück, muss dafür aber einen neuen Platz in der Gesellschaft finden.
13. Krokodile sind auch nicht mehr das, was sie mal waren! (SDR 1981/46 Min./11. Mai 1981; Nicht einmal auf Krokodile ist Verlass, DW 1989/27 Min./15. Juni 1989)
Zivilisation/Demografie (Satire): Für die Menschen der „zivilisierten Welt“ hat durch vermehrten Computereinsatz die Arbeitszeit ab- und die Freizeit zugenommen. Paare wollen nicht mehr als ein Kind; um der Bevölkerungsabnahme entgegenzuwirken, besteht die Verpflichtung zur Aufnahme lebensverlängernder und gesundheitserhaltender Nahrung. Vorzeitiges Ableben wird nur bei überdurchschnittlicher Nachkommenzahl gestattet, andernfalls ein Suizid mit Vermögenseinzug sanktioniert wird; ebenso eine Auswanderung in die nicht-zivilisierte Welt. Ein 127-jähriger Mann, „wunschlos unglücklich“, reist in den Urwald in der Hoffnung, eine Frau für einen zusätzlichen Nachkommen zu finden oder durch die dortigen Gefahren ums Leben zu kommen.
14. Der Geburtstag (SDR 1981/46 Min./23. Nov. 1981)
Aggression: Nach einem weiteren großen Krieg beschließen die Überlebenden in der Annahme, dass aggressives Verhalten dem Menschen angeboren sei, ihr Aussterben. Zwei Piloten suchen in der Wildnis nach einer Gruppe von Frauen, die trotz des Gebots der Kinderlosigkeit ihre Kinder zu Aggressionsfreiheit erziehen wollen. Gleichwohl kommt es unter den pubertierenden Kindern zu Gewalt bis hin zur Tötung.
→ Bezüge: Tasaday; Vittorino da Feltre
15. David und die Hängebauchschweine (DW 1983/27 Min./1. Jan. 1984)
Totalitarismus: Jeder Mensch hat einen „kleinen Bruder“, der in Form eines Anhängers sein Verhalten steuert. Einem Lehrer wird zur Strafe sein „kleiner Bruder“ entzogen; der dadurch entstandenen Verunsicherung begegnet er, indem er den „kleinen Bruder“ eines soeben Verstorbenen und dessen Tätigkeit als Tierpfleger der Hängebauchschweine übernimmt.
→ Bezüge: Orwells 1984
16. Der Richter und sein Richter (SDR 1984/51 Min./9. Apr. 1984; DW 1988/27 Min./16. Juni 1988)
Reinkarnation: Neurowissenschaftliche Forschung belegt, dass ein integrer Richter und eine systemkritische junge Frau bereits 500 Jahre zuvor in einem Hexenprozess die gleichen Rollen hatten. Der Richter zweifelt deshalb an den Konzepten von Willensfreiheit und Schuld und tötet den Neurowissenschaftler, weil er durch dessen anstehende Publikation die Ordnung menschlichen Zusammenlebens bedroht sieht.
17. König Knoll (SR 1984/Hans Helge Ott/40 Min./2. Dez. 1984; Horch, Baby, der Wettermann, DW 1990/28 Min./17. Mai 1990)
Totalitarismus: Die Bevölkerung eines Landes hat beschlossen, auf den Entwicklungsstand des Jahres 1900 zurückzukehren und dort zu verbleiben. Ein paar Menschen entdecken, dass die Bereitschaft dazu auf das Hören eines bestimmten Tones zurückzuführen, also fremdbestimmt ist.
18. Die Straße nach Ococingo (SDR 1985/51 Min./1. Juli 1985)
Telepathie: Ein Geschäftsmann ruiniert sich selbst aufgrund einer telepathischen Weisung, die eigentlich der Manipulation einiger Politiker dient. Er schützt sich durch eine Hormonbehandlung vor weiteren telepathischen Eingriffen, verliert dadurch aber seine Empathiefähigkeit.
→ Bezüge: Ortsname Ocosingo; Joseph Banks Rhine; Leonid Wassiljew; Ippolit Kogan; Adornos Minima Moralia, Nr. 151; Zirbeldrüse
19. Flug nach Ruber (SDR 1987/50 Min./8. Apr. 1987; DW 1988/28 Min./15. Dez. 1988)
Photoautotrophie: Photosynthese im menschlichen Organismus führt zur Kommunikation mit Pflanzen, die daraufhin über den betreffenden Menschen richten.
→ Bezüge: Therese Neumann von Konnersreuth; Anna Katharina Emmerick; Cleve Backster
20. Die Entscheidung (SDR 1988/52 Min./30. Mai 1988; Eine Stimme für Hanna, DW 1990/28 Min./27. Sept. 1990)
Gedächtnistransfer: Eine Gruppe steht vor der Entscheidung, ausgewählte Gedächtnisinhalte für künftige Generationen zu bewahren oder einer Mutter bei der Suche nach ihrer verschwundenen Tochter zu helfen.
21. Nachtschicht (SDR 1989/53 Min./3. Apr. 1989; Das kleine Glück, DW 1991/27 Min./25. Apr. 1991)
Traumwelten: Die Menschen verbringen jede Nacht organisiert in ihren individuellen Wunschträumen, die nun beginnen, sich in der Realität zu materialisieren.
22. Herbstmanöver (DW 1991/40 Min./26. Sept. 1991)
Aggression (Satire): Ein Hobby-Insektologe erforscht die Empfindsamkeit von Fliegen und entwickelt dazu Sensoren für menschliche Aggressivität. Zufällig gelangen diese in die neuen Uniformen der Generalität, und das Herbstmanöver gestaltet sich unerwartet friedfertig.
23. Sommernachtstraum (DW 1992/Joachim Schmidt von Schwind/39 Min./5. Juli 1992)
Datenvernetzung: Das Passwort für einen Zentralcomputer, entnommen aus Shakespeares Sommernachtstraum, bewirkt bei Menschen einen Identitätsverlust.

### Kriminalhörspiele (Auswahl)
- Der Music-Man (SFB 1977)
- Die Minute (SWF 1980; DW 1981)
- Schuldfrage (WDR 1982)
- Tom war schon da (WDR 1983; DW 1988)
- Ein Abend am Schloss (WDR 1984)
- Kon 23 (DW 1984)
- Ein Würfelspiel (WDR 1985; Wie der Würfel fällt, DW 1989)[2]
- Die lange Nacht (WDR 1986)[3]
- Vogel im Käfig (WDR & NDR 1989; Todesengel, DW 1990)
- Probelauf (WDR 1990; Mord auf Probe, DW 1992)[4]
- Der Marmorfresser (DW 1991)
- Kein „Fall Bert Kastelle“ (WDR 1993)